# حوقا
حوقا هي قرية في قضاء زغرتا في محافظة شمال لبنان. تقع في وادي قزحيا الفرع الشمالي لوادي قاديشا.

## دير سيدة حوقا
بُنيَ هذا الدير في نهاية القرن الثالث عشر. وهو مكان ريفي خلّاب مبنيّ داخل تجويف صخري يطلّ على وادي قنوبين. يتألف الدير من طابقين يضم غرفاً وكنائس إحداها للسيدة العذراء، بحيث تتصدّر صورتها القديمة حنية الكنيسة. سكن الدير الرهبان والنساك نحو ثلاثة قرون، قبل أن يتحوّل الى أول مدرسة إكليركية في الشرق  عام 1625. يسكن الدير حاليّاً، الحبيس الأب داريو اسكوبار، من الرهبنة اللبنانيَّة المارونيَّة.
بالقرب من الدير مغارة طبيعية محفورة في جدار صخريّ شاهق تُسمّى قلعة حوقا، كانت تستخدم سابقاً ملجأً للسكّان والرهبان. وما زالت بعض معالم الأدراج وأحواض المياه داخلها ظاهرة حتى اليوم.

## مسار حوقا – قاديشا
هو ممر طوله 11.7 كيلومتر من نقطة إلى نقطة يتم الاتجار به قليلاً ويقع بالقرب من زغرتا ، شمال لبنان ، ويتميز بأزهار برية جميلة ومصنف على أنه متوسط. يستخدم الممر بشكل أساسي للمشي والمشي لمسافات طويلة.